# Río Lisa
El río Lisa (en rumano: Râul Lisa) es un corto río de Rumania, un afluente del río Sâmbăta, y este del río Olt, a su vez afluente del río Danubio. Comienza en las montañas Făgăraş, por la confluencia de los ríos Valea Jelealului y Valea Pleşii.